# Шангодинский сельсовет
Шангодинский сельсовет  — административно-территориальная единица и муниципальное образование со статусом сельского поселения в Гунибском районе Дагестана Российской Федерации.
Административный центр — село Шангода.

## Население
| 2002 | 2010 | 2012 | 2013 | 2014 | 2015 | 2016 |
| ---- | ---- | ---- | ---- | ---- | ---- | ---- |
| 429  | ↗538 | ↗559 | ↗572 | ↗577 | ↗580 | ↗597 |
| 2017 | 2018 | 2019 | 2020 | 2021 | 2023 | 2024 |
| ↗608 | →608 | ↗614 | ↗622 | ↗679 | ↗681 | ↘679 |
| 2025 |      |      |      |      |      |      |
| ↘678 |      |      |      |      |      |      |

## Состав
| № | Населённый пункт | Тип населённого пункта       | Население |
| - | ---------------- | ---------------------------- | --------- |
| 1 | Шангода          | село, административный центр | ↗584      |
| 2 | Шитли            | село                         | ↗95       |